# Eddie Palmieri
Eddie Palmieri, all'anagrafe Eduardo Palmieri (New York, 15 dicembre 1936 – Hackensack, 6 agosto 2025), è stato un pianista, compositore e bandleader statunitense di musica latina.

## Biografia
Eddie Palmieri nacque il 15 dicembre 1936 a New York da genitori emigrati da Porto Rico. Visse la sua infanzia e la prima gioventù nel quartiere del Bronx, abitato prevalentemente da immigrati ispano-americani (lo stesso quartiere in cui abitò Tito Puente). Intraprese molto presto la sua attività musicale con l'aiuto del fratello maggiore Charlie Palmieri, con il quale all'età di 13 anni, iniziò a suonare nell'orchestra dello zio, suonando dapprima le percussioni ma venendo ben presto attratto dal pianoforte, che cominciò a studiare all'età 15 anni.
Il pianista che lo attrasse maggiormente nelle prime fasi della sua formazione musicale fu Thelonious Monk, mentre in seguito vide in Art Tatum, Bobby Timmons, Bill Evans, McCoy Tyner e Horace Silver le maggiori fonti di ispirazione musicale. La peculiarità dello stile pianistico di Palmieri fu infatti la commistione fra ritmi caraibici e tessiture melodico/armoniche jazzistiche.

## La Perfecta
La sua carriera musicale cominciò molto presto e, infatti, già nel 1955 prese a esibirsi nelle prime orchestre di musica latina (quelle di Johnny Segui, Eddie Forrester e Tito Rodriguez). Nel 1961 fondò la sua propria band, denominata La Perfecta che, nel corso degli anni, divenne una delle più importanti nel panorama jazz afro-caraibico. "La Perfecta" attirò su di sé grandi attenzioni quando esordì, presentando infatti una formazione insolita, priva di trombe, sostituite da due tromboni, con flauto, basso, percussioni e, ovviamente, pianoforte.
Nel 1970 uscì l'album Harlem River Drive nel quale vennero riuniti, scelta innovativa per l'epoca, ritmi latini, jazz, funk e soul. Nello stesso periodo prese parte anche al progetto Fania All Stars, gruppo musicale nel quale furono raggruppati quasi tutti i migliori musicisti latini di New York.

## Riconoscimenti
Nel corso degli anni vinse 9 Grammy Award di cui il primo nel 1974 con l'album "The Sun of Latin Music". Si aggiudicò gli altri nel 1976, 1977, 1984 (con l'album "Palo Pa rumba"), 1985 ("Solito"), 2 nel 2000 (per "Masterpiece" con Tito Puente) e uno nel 2006 ("Simpatico").
La sua composizione "Azucar Pa' Ti" venne inserita nel patrimonio della Biblioteca del Congresso come una delle migliori composizioni del 1965.

## Discografia
- 1962 - La Perfecta
- 1963 - El Molestoso
- 1964 - Lo Que Traigo Es Sabroso, 19
- 1964 - Echando Pa'lante (Straight Ahead)
- 1965 - Azucar Pa'ti (Sugar for You)
- 1965 - Mozambique
- 1966 - El Sonido Nuevo: The New Soul Sound (con Cal Tjader)
- 1967 - Bamboleate (con Cal Tjader)
- 1967 - Molasses
- 1968 - Champagne
- 1969 - Justicia
- 1970 - Superimposition
- 1971 - Vamonos Pa'l Monte
- 1971 - Live at the University of Puerto Rico
- 1972 - Recorded Live at Sing Sing, Vol. 1
- 1972 - Recorded Live at Sing Sing, Vol. 2
- 1973 - Sentido
- 1974 - The Sun of Latin Music (con Lalo Rodriguez)
- 1974 - Unfinished Masterpiece
- 1976 - Eddie's Concerto
- 1978 - Lucumi, Macumba, Voodoo
- 1982 - Eddie Palmieri
- 1984 - Palo Pa Rumba
- 1985 - Solito
- 1985 - E.P.
- 1987 - The Truth, La Verdad
- 1982 - Sueno
- 1992 - Music Man
- 1992 - Llego La India via Eddie Palmieri (con La India)
- 1994 - Palmas
- 1995 - Arete
- 1996 - Vortex
- 1998 - El Rumbero Del Piano
- 1999 - Live
- 2000 - Masterpiece / Obra Maestra (con Tito Puente)
- 2002 - En Vivo Italia
- 2002 - La Perfecta II
- 2003 - Ritmo Caliente
- 2005 - Listen Here!
- 2006 - Simpático (The Brian Lynch/Eddie Palmieri Project)
- 2011 - Salsa Brothers